# David Companyon i Costa
David Companyon i Costa (Barcelona, 6 d'octubre de 1960) és un polític català, militant d'EUiA.

## Activitat professional
De 1986 a 2007 va treballar a Adigsa, des de 2004 com a director de màrqueting i projecció exterior. De 2007 a 2012 va ser director de comunicació i relacions externes a l'Institut Català del Sòl, lloc del qual actualment està en excedència.

## Activitat política
Afiliat al Partit Obrer Revolucionari des del 1981 i a Esquerra Unida i Alternativa (EUiA) des que es va fundar. És membre del consell nacional d'EUiA. Ha estat conseller per Iniciativa per Catalunya Verds - Esquerra Unida i Alternativa (ICV-EUiA) del districte de Gràcia de Barcelona de 2007 a 2012. Està també afiliat a Comissions Obreres des del 1983.
A les  eleccions del 25 de novembre de 2012, va ser elegit diputat al Parlament de Catalunya per la coalició ICV-EUiA. Al crear-se la Mesa del Parlament, va ser nomenat Secretari Quart. Companyon es presentà de número vint de la coalició d'esquerres Catalunya Sí que es Pot a la llista de la circumscripció de Barcelona en les eleccions catalanes de 2015 i no fou elegit diputat.